# Ueno-Okachimachi (métro de Tokyo)
Ueno-Okachimachi (上野御徒町駅, Ueno-Okachimachi-eki) est une station du métro de Tokyo sur la ligne Ōedo dans l'arrondissement de Taitō à Tokyo. Elle est exploitée par le Bureau des Transports de la Métropole de Tokyo (Toei).

## Situation sur le réseau
La station Ueno-Okachimachi est située au point kilométrique (PK) 8,7 de la ligne Ōedo.

## Histoire
La station a été inaugurée le 12 décembre 2000.

## Services aux voyageurs

### Accès et accueil
La station est ouverte tous les jours.
En moyenne, 55 060 voyageurs ont fréquenté quotidiennement la station en 2015.

### Desserte
Ligne Ōedo :

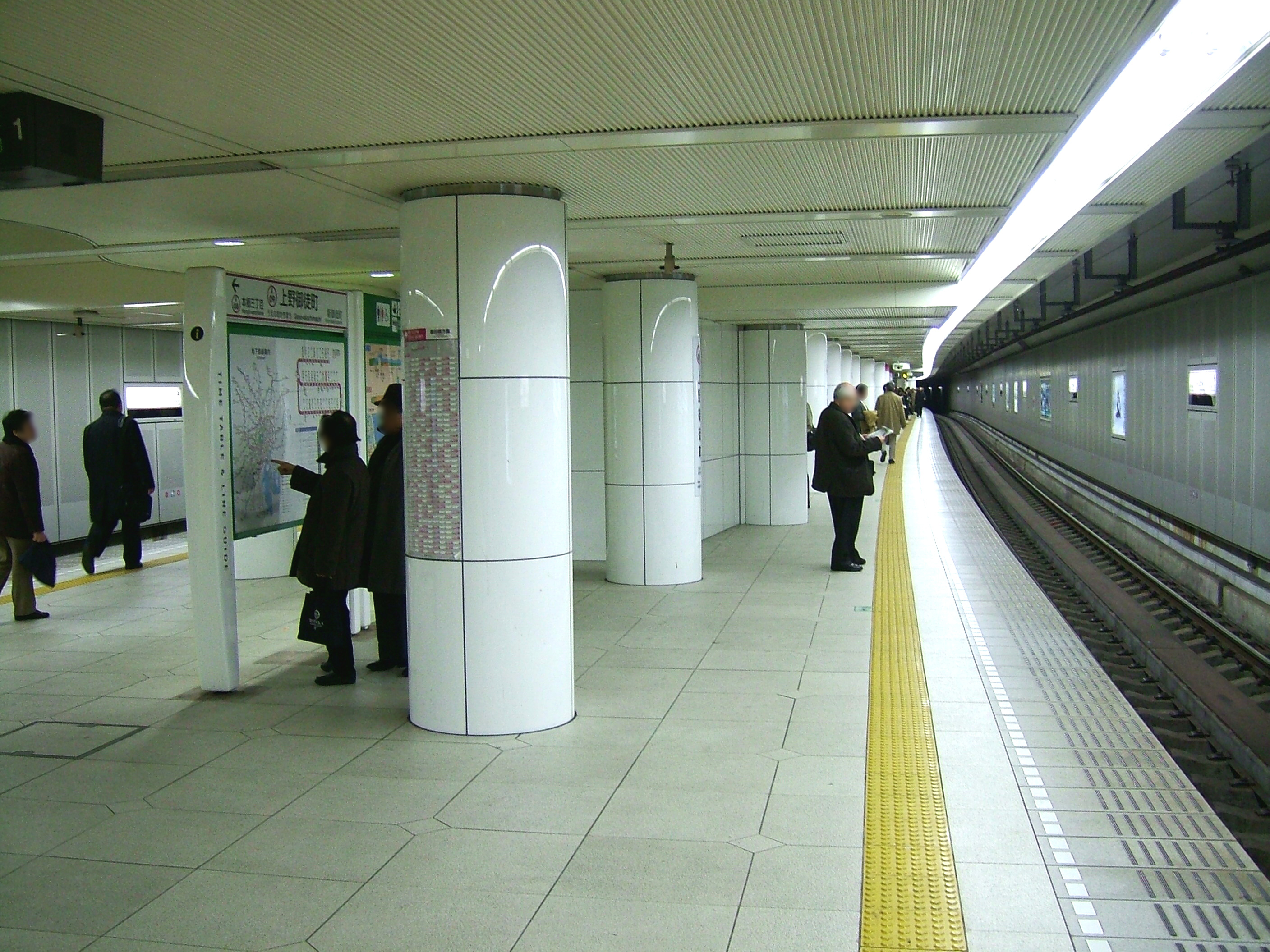
Quai de la station

- voie 1 : direction Iidabashi et Tochōmae
- voie 2 : direction Roppongi

### Intermodalité
Ueno-Okachimachi se trouve à proximité de la gare d'Okachimachi (lignes Yamanote et Keihin-Tōhoku) et des stations Ueno-Hirokōji (ligne Ginza) et Naka-Okachimachi (ligne Hibiya).

## À proximité
- Musée de Shitamachi
- Étang de Shinobazu